# Middle Teton
Il Middle Teton (3.903 m s.l.m.) è una montagna appartenente al massiccio del Teton Range, nello stato del Wyoming. Insieme al Grand Teton è tra le vette più alte del Cathedral Group e fa parte dei Trois Tétons (tre seni in lingua francese), come vennero chiamate queste vette delle montagne Rocciose dai coloni francocanadesi al loro arrivo nella zona. Si trova all'interno del Parco nazionale del Grand Teton.
È una classica vetta alpina piramidale che ha iniziato a formarsi circa 9 milioni di anni fa durante il periodo del Miocene.